# Autoportrait au chevalet (Caillebotte)
Pour les articles homonymes, voir Autoportrait au chevalet.
Autoportrait au chevalet, appelé aussi Portrait de l'artiste au chevalet, est un tableau autoportrait de Gustave Caillebotte réalisé entre 1879 et 1880. Cette peinture à l'huile sur toile est conservée par un collectionneur anonyme.

## Histoire
Cet autoportrait fut réalisé dans l'atelier de l'appartement du 31 boulevard Haussmann de Gustave Caillebotte, où celui-ci venait d'emménager et où il entreposait de nombreux tableaux .
Gustave Caillebotte, qui fut un véritable mécène et collectionneur d’œuvres impressionnistes, a tout au long de sa vie porté un véritable intérêt à ses amis impressionnistes. Il n'hésita pas à les soutenir en achetant leurs toiles. Il acheta ses premières toiles à la vente des impressionnistes du 24 mars 1875 à l'hôtel Drouot. Sa première toile connue achetée de Claude Monet est une œuvre de 1875 intitulée Un coin d'appartement. Elle fut achetée en février 1876. 
On retrouve en arrière-plan de cet autoportrait le Bal du moulin de la Galette de Renoir entreposé par Caillebotte dans son atelier. Le peintre garda l’œuvre de Renoir tout au long de sa vie pour finalement la léguer à l'État français à sa mort en 1894. Le Bal du moulin de la Galette présent en arrière-plan de cette peinture fut donc une des soixante-sept œuvres léguées par Gustave Caillebotte à l'État. D'autres tableaux accrochés au mur rappellent que Caillebotte aidait ses amis impressionnistes à survivre en achetant leurs œuvres.
Ainsi, Gustave Caillebotte apparaît dans cette œuvre non seulement comme un peintre, mais aussi comme un amateur d'art. Cette toile est présentée à l'exposition des impressionnistes de 1879.

## L’œuvre
Dans cette peinture, Gustave Caillebotte se représente à travers un miroir qui réfléchit son image et celle du Bal du moulin de la Galette présent derrière lui. Son portrait, tout comme la peinture derrière lui, se trouve donc inversé du fait de l'utilisation du miroir. La jeune fille accoudée du Moulin de la Galette est tournée non plus vers la droite mais vers la gauche. Il a aussi représenté son meilleur ami d'enfance Richard Gallo (présent dans au moins sept tableaux de Caillebotte) en train de lire sur le sofa, les jambes repliées. D'après l'historienne d'art Marie Berhaut, ce dernier qui habitait non loin du domicile des frères Caillebotte du 31 boulevard Haussmann a été d'un grand réconfort après la mort de la mère des frères Caillebotte en 1878.